# Arco di Travertino

Arco di Travertino is een metrostation in het stadsdeel municipio VII van de Italiaanse hoofdstad Rome. Het station werd geopend op 16 februari 1980 en wordt bediend door lijn A van de metro van Rome.

## Geschiedenis
Het station was voor het eerst opgenomen in het metroplan uit 1941 als noordelijkste van een zijlijn naar Cinecittà. De hoofdlijn zou lopen van San Giovanni in het noorden naar het vliegveld bij Ciampino in het zuiden. Na de Tweede Wereldoorlog werden de metroplannen aangepast. Het vliegveld werd in de jaren 50 verplaatst naar Fiumicino en het deel van lijn A ten zuiden van Re di Roma werd geschrapt. In het tracébesluit van 1959 werd het deel van lijn A ten noorden van Re di Roma gekoppeld aan de zijlijn naar Cinecittà. De zo gevormde lijn A loopt iets rechter dan het ontwerp van 1941 zodat station Arco di Travertino ook ongeveer 200 meter noordelijker kwam te liggen. De bouw van de lijn begon in 1963 en in 1979 werd de lijn opgeleverd.

## Ligging en inrichting
Het station is gebouwd volgens een standaardontwerp met zijperrons dat in een open bouwput werd aangelegd. Dit ontwerp zou worden gebruikt voor alle stations ten zuiden van Manzoni maar het besluit om onder de Via Appia Nuova een geboorde tunnel te bouwen betekende dat Arco di Travertino, van het zuidoostelijke deel van lijn A, het noordelijkste station is volgens het standaardontwerp. Vlak ten oosten van het station kruist de metro de spoorlijn tussen Rome en Napels. Aan de noordwestkant van het station ligt een opstelspoor met overloopwissels waar metro's kunnen keren. Voor de stroomvoorziening van de metro is hier ook een onderstation ondergebracht. Bovengronds is het station een belangrijk overstappunt op buslijnen en is er een parkeergarage voor Parkeer en Reis doeleinden. De parkeergarage is voor automobilisten uit het zuiden makkelijk bereikbaar vanaf de Via Appia Nuova over de Via dell'Arco di Travertino. Vlak ten zuiden van het station kan de archeologische vindplaats Tombe di via Latina worden bezocht.